# Socialhistoria
Socialhistoria är en disciplin inom ämnet historia som tar inspiration från samhällsvetenskaperna för att analysera de sociala aspekterna av mänsklighetens historia.
Det huvudsakliga fokuset för socialhistoria är inte politiska skeenden och politiska aktörer utan snarare den "vanliga" människans perspektiv. Socialhistoria intresserar sig därför för inte kungar och krig, utan istället hur strukturer och förändringar i samhället har påverkat grupper av människor och hur de har hanterat detta. Man kan säga att socialhistoria lyfter fram alla de grupper som tidigare stått utanför historien, som arbetare, kvinnor och etniska minoriteter, och sätter dem i centrum.

## Äldre socialhistoria
Innan 1960 var socialhistoria lite av historieämnets skräphög, där hamnade allt som inte platsade inom någon annan disciplin. Det var först under 1960 och 1970-talen som det började formas till en egen och enhetlig forskningsdisciplin.

## Underdiscipliner
Socialhistoria omfattar ett brett ämnesfält, detta är några av de vanligaste underdisciplinerna.

### Agrarhistoria
Agrarhistoria kan innefatta lite olika sidor av jordbrukets historia, såväl de ekonomiska och tekniska som de sociala. Agrarhistoria med socialhistorisk inriktning fokuserar på samhällsgrupper och sociala strukturer i agrara samhällen har fungerat och hur de har påverkats av den ekonomiska, tekniska och sociala utvecklingen.

### Demografisk historia
Den demografiska historien hanterar befolkningsförändringar i form av bland annat förflyttningar, giftermål, dödsfall, födslar, inkomstförändringar, med mera.

### Genushistoria
Genushistoria undersöker historien utifrån tanken om könet som en social konstruktion.  

### Etnisk historia
Etnisk historia tittar på de historiska relationerna mellan samhället och etniska grupper såväl som mellan olika etniska grupper.

### Klasshistoria
Klasshistoria delar upp samhället i olika samhällsklasser, som arbetarklass och överklass, och undersöker hur de interagerar.

### Kvinnohistoria
Kvinnohistoria undersöker kvinnan som social grupp genom historien.

### Pedagogikhistoria
Pedagogikhistoria ser på den formella och informella undervisningens roll i samhället.

### Urbanhistoria
Urbanhistoria analyserar hur städer föds, växer och fungerar ur ett socialt perspektiv.

## Kritik
Socialhistoria har kritiserats för att sakna tydliga avgränsningar både när det gäller innehåll och metoder, disciplinen har istället karaktäriserats av ett fragmentariskt ämnesfält och ad hoc-metoder.  Vissa delar av socialhistorien har även kritiserats för att anta en strukturalistisk ansats där individens handlingar reduceras till endast ett resultat av samhällsstrukturer.

## Socialhistoriker
- Eric Hobsbawm
- Hans-Ulrich Wehler
- Jürgen Kocka